# Cibo
Pier Paolo Spinazzè (nacido en 1981/1982), conocido con el seudónimo de Cibo (a veces estilizado en mayúsculas como CIBO), es un artista callejero antifascista italiano que usa murales para cubrir grafitis neofascistas en Verona. Comenzó a usar sus murales después de que uno de sus compañeros de universidad fuera asesinado por un grupo de neofascistas; su arte representa típicamente la cocina italiana.

## Actividad
Antes de 2008, Spinazzè pintó murales de alimentos en paredes vacías en el norte de Italia. En 2008, un grupo de ultranacionalistas o neofascistas asesinó a uno de los compañeros de la universidad de Spinazzè, lo que lo llevó a tomar la decisión de actuar. Poco después, se encontró con un grafiti fascista en una pared y la cubrió con un mural que representaba una salchicha de Viena. A los pocos días, se habían dibujado nuevos grafitis sobre el mural, y comenzó a agregar varias salsas a la salchicha para cubrir cada pieza de grafiti nuevo que aparecía. Posteriormente comenzó a pintar murales sobre grafitis similares en Verona y sus alrededores.
En junio de 2018, hubo un repunte del neofascismo y la ideología de extrema derecha en Italia, y Spinazzè le dijo a Vice News que había llegado a «un punto de inflexión» y tenía la intención de eliminar todos los grafitis neofascistas y de extrema derecha que vio. Esto incluyó esvásticas y difamaciones étnicas, así como cruces celtas.
En un perfil de noviembre de 2021 de Spinazzè por Reuters, uno de sus seguidores en Instagram (363 000 a noviembre de 2021) lo alertó sobre grafitis de insultos raciales y esvásticas en un túnel en las afueras de Verona. En aproximadamente 15 minutos, pintó una pizza margarita y una ensalada caprese sobre los insultos, cubriendo una esvástica con un tomate grande. Sus seguidores en las redes sociales le informan con frecuencia sobre nuevos grafitis para que pueda cubrirlos.

## Motivación
Spinazzé se describe a sí mismo como un antifascista. Ha declarado que su motivación no es desafiar a los fascistas directamente, sino más bien «derrocar la aceptación desenfrenada y sistemática del odio» en Verona. Con frecuencia es amenazado por figuras de extrema derecha, y ha recibido amenazas de muerte, pero ha expresado su intención de permanecer activo e invitó a otros artistas a unirse a él.

## Características
Los murales de Cibo suelen representar la cocina italiana. Al pintar, el artista generalmente usa un sombrero de paja y un collar hecho de salchichas de tela. A menudo usa símbolos en varios murales, como tortellini de calabaza, lo que hace que los espectadores se den cuenta de que su arte oculta los símbolos de odio cuando lo ven.

## Vida personal
En octubre de 2018, Spinazzè trabajó en la industria de la restauración.